# 庫赫瓦河
57°22′28″N 28°09′47″E / 57.37444°N 28.16306°E

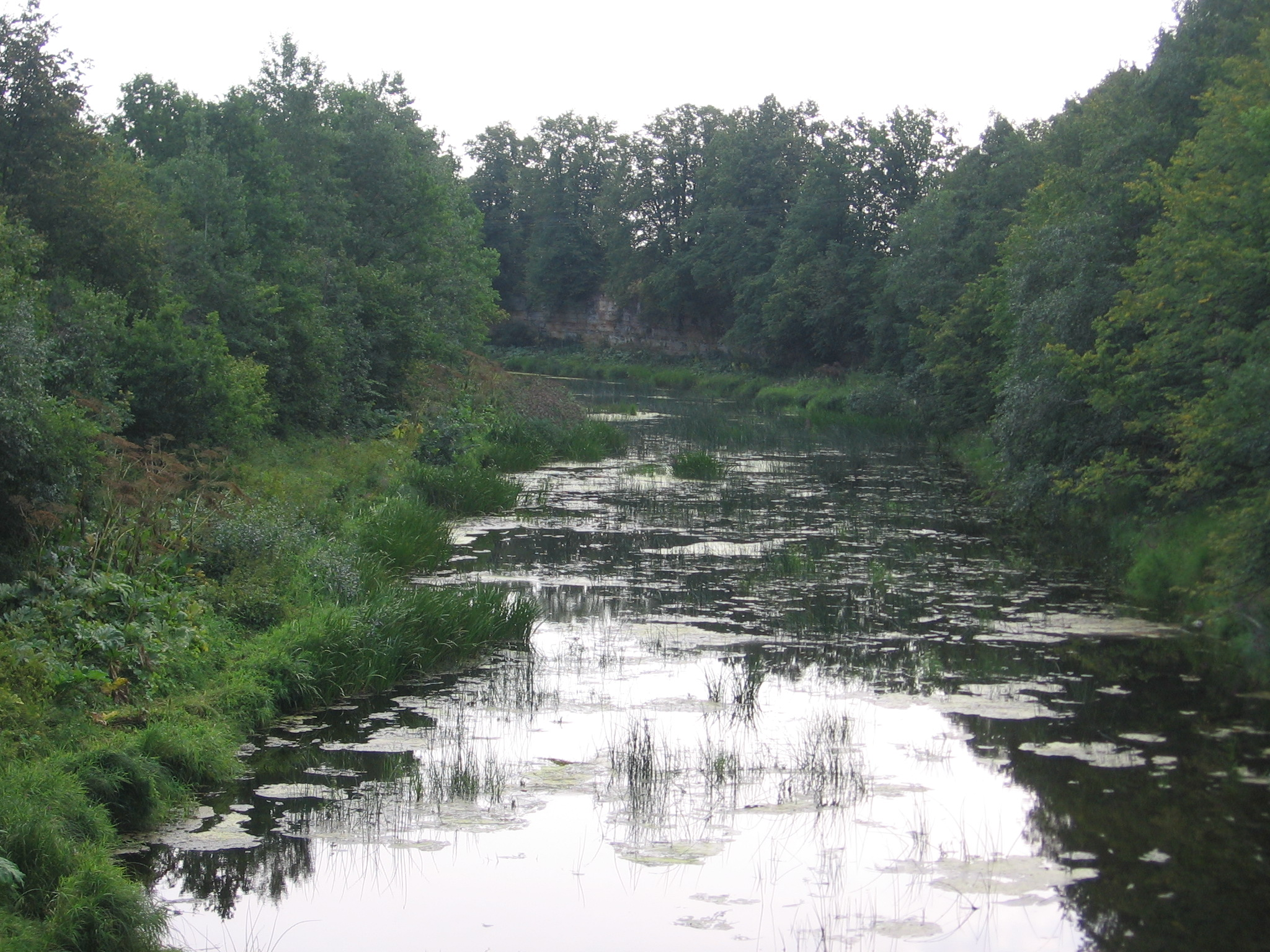

庫赫瓦河（俄语：Кухва），是東歐的河流，位於拉脫維亞東部和俄羅斯的普斯科夫州，屬於韋利卡亞河的左支流，河道全長106公里，流域面積828平方公里。